# Iglesia de la Inmaculada Concepción (Chicago)
La Iglesia de la Inmaculada Concepción (en inglés: Church of the Immaculate Conception) es una iglesia histórica de la archidiócesis católica de Chicago ubicado en la ciudad de Chicago, en Illinois, Estados Unidos. Es un excelente ejemplo del llamado "estilo de catedral polaca", tanto por su opulencia como por su gran escala. Junto con San Miguel, es una de las dos iglesias monumentales polacas que dominan el sur del skyline de Chicago.
Fundada en 1882 como una parroquia polaca, Inmaculada Concepción fue la primera parroquia polaca en el barrio de clase trabajadora de acero de South Chicago (Chicago del Sur).